# 歐塞奇族
歐塞奇族（英語：Osage，/ˈoʊseɪdʒ/ OH-sayj；歐塞奇語：𐓁𐓣 𐓂𐓤𐓘𐓯𐓤𐓘͘（Ni-u-kon-ska），“河中之人”；又譯作奧塞奇族、歐薩吉族、奧色治族等）是北美大平原原住民部落。該部落在公元前700年左右在俄亥俄州和密西西比河流域與其他同一語族的部落一同發展。17世紀後他們因開辟新獵場的易洛魁人從紐約州和賓夕法尼亞州入侵俄亥俄河谷，而遷到密西西比河以西。當時民族走向分裂，歐塞奇族在密蘇里河和密西西比河的交匯處附近定居。
“Osage”一詞是該部落名稱的法語版本，可以大致翻譯為“好戰”。歐塞奇族在自己的土著德吉哈蘇安語中名為𐓏𐓘𐓻𐓘𐓻𐓟（Wazhazhe），或“河中”。
在他們19世紀初的權力顛峰時，歐塞奇族已成為當地的霸主，受到鄰近部落的恐懼。他們控制著密蘇里河和紅河之間的區域，東至歐扎克山，南到威奇托山脈山腳。他們依靠遊牧水牛狩獵和農業。
19世紀的畫家喬治·卡特林（George Catlin）將歐塞奇族描述為“北美最高的人類種族，無論是紅皮膚還是白皮膚；他們⋯⋯其中多數人是高六呎半，其他人都是高七呎。”
傳教士艾薩克·麥科伊稱歐塞奇族是一個“異常凶悍，勇敢，好戰的民族”，並稱他們是“我在西部見過最帥的印第安人”。
在俄亥俄河谷，歐塞奇族最初與一群操德吉哈語言的民族一起生活，如堪薩人、龐卡族、奧馬哈人和夸帕人。研究人員認為，在離開俄亥俄低地後，這些部落可能在語言和文化方面出現了區別。奧馬哈和龐卡族定居在現在的內布拉斯加州，堪薩人在堪薩斯州，而夸帕人則在阿肯色州。
在19世紀，歐塞奇族被迫從堪薩斯州遷移到印第安領地（現今的俄克拉荷馬州），他們的大部分後裔都住在俄克拉荷馬州。20世紀初，他們的土地上發現了石油，許多歐塞奇人通過租賃他們的人頭制而變得富裕起來。但是，在1920年代，他們遭到了渴望接管他們財富的白人操縱和連環謀殺。在21世紀，聯邦政府認可的歐塞奇國家有大約2萬名註冊成員，其中6780名居住在部落的管轄區。成員們也住在俄克拉荷馬州的部落國家以外和國內其他州份，包括堪薩斯州。

## 歷史

### 前殖民時期

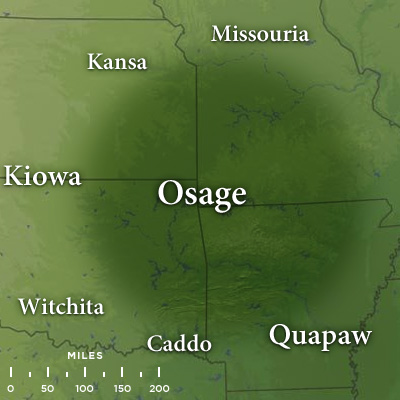
17世紀晚期的歐塞奇族傳統土地地圖

歐塞奇族是具有千年歷史的北美洲原住民文化的後裔。從他們的文化和語言的研究可見，他們是操德吉哈蘇安語的民族群體的一部分，住在俄亥俄河谷地區，延伸到今天的肯塔基州。根據他們的傳說（常見於其他德吉哈蘇安語部落，如龐卡族、奧馬哈人、堪薩人和夸帕人），他們由於與易洛魁人的戰爭和/或為了獲得更多的大型動物而向西遷移。
學術界對於歐塞奇族和其他族群是否在與易洛魁人的戰爭以前就已經遷移存在著爭議。有人認為歐塞奇族的遷移始於13世紀而且他們是密西西比文化的後裔。他們將自己的統治風格歸結為與易洛魁入侵者長期對戰的影響。在重新安置到密西西比河以西之後，歐塞奇族與伊利諾伊人時有結盟，時有競爭，因為伊利洛伊人亦被強大的易洛魁人入侵而被迫西遷。
最終，歐塞奇族和其他德吉哈蘇安語民族到達了他們在歷史上的土地，可能在遷移到北美大平原期間發展和分裂出上述部落。到了1673年，當他們被法國人所記載時，許多歐塞奇族人已經在今天密蘇里州西部的歐塞奇河附近定居。他們在1690年被錄得已經引進了馬匹（一種通常通過襲擊其他部落來獲得的寶貴資源）。獲得更多馬匹的願望促成了他們與法國人的交易。到了1750年，他們襲擊並擊敗了土著卡多人部落，在大平原地區建立了統治地位，控制了“密蘇里州、阿肯色州、俄克拉荷馬州和堪薩斯州的一大半”，並持續了150年。他們住在密蘇里河附近。他們與基奧瓦人、科曼奇人和阿帕奇人一起統治了俄克拉荷馬州的西部。他們還住在阿肯色州的夸帕人和卡多人附近。
歐塞奇族在一眾古老的大平原狩獵民族中名列前茅。來自在今天密蘇里州和阿肯色州的林地故居的歐塞奇族，會每半年進行一次水牛狩獵，進入西部的大平原。他們還會在其領域的中部和東部獵殺鹿、兔子和其他野生動物。婦女在她們的村莊附近種植玉米、南瓜和其他蔬菜品種，並進行食物加工。他們還收穫和加工堅果和野生漿果。在過渡時期，歐塞奇人的文化習俗具有林地原住民和大平原人民的文化元素。歐塞奇族的村莊是大平原交易網絡中的重要樞紐，由堪薩人作為中間人服務。

### 早期與法國人的接觸
1673年，法國探險家雅克·馬凱特和路易·若列是第一批遇到歐塞奇族的歐洲人，他們從今日的加拿大出發，沿著密西西比河向南探險。雖然事實上為數不少的原住民部落處於密西西比河谷，在複雜的氏族血統社會網絡之下管治當地，在當地狩獵種田和傳宗接代，但是馬凱特和若列依然無視現實並且狂妄地以法國名義宣稱整個密西西比河谷地區是法國的。馬凱特在1673年的地圖標示了堪薩人、歐塞奇族和波尼族控制著現代堪薩斯州的大部分地區。

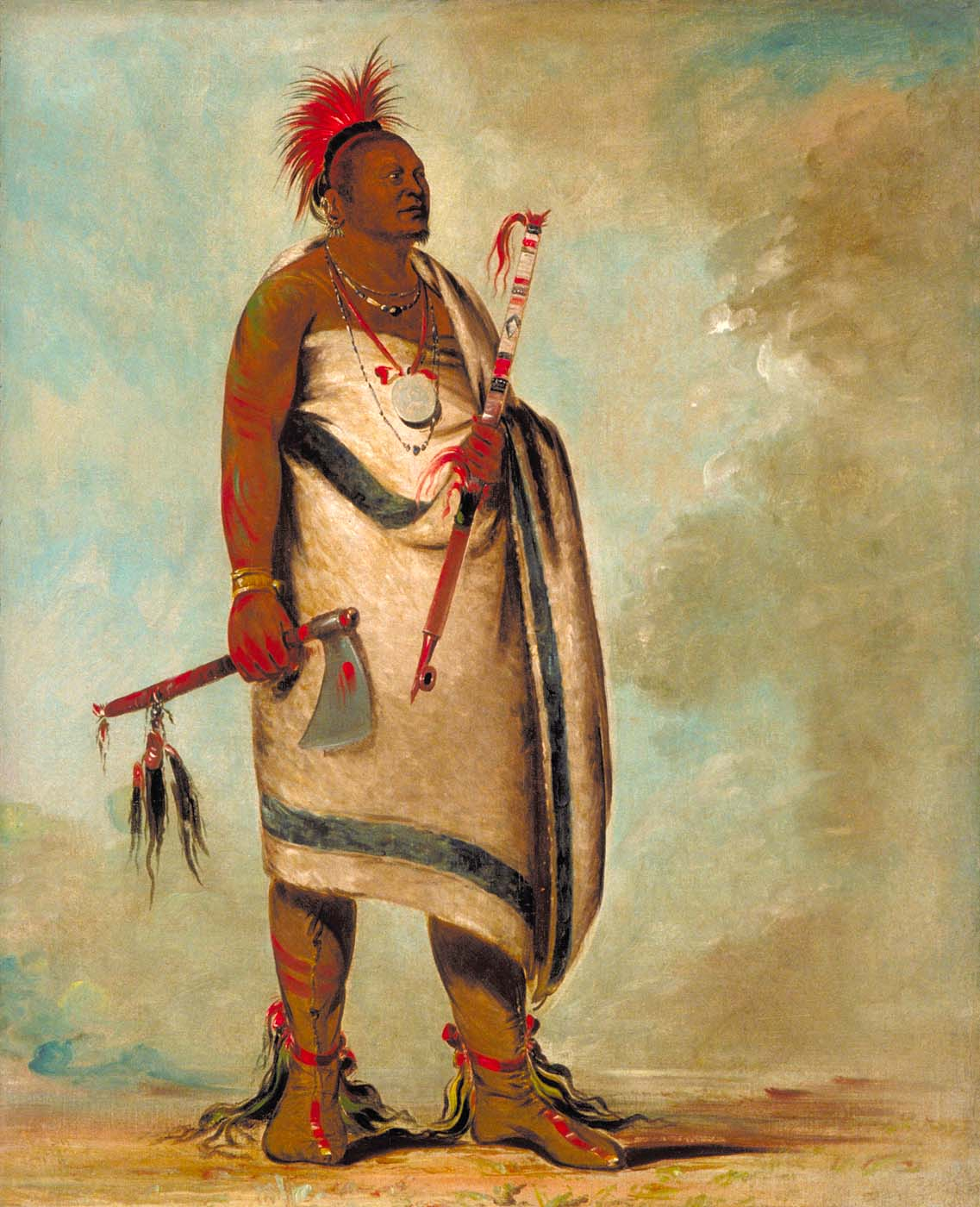
Shonka Sabe（黑狗）。歐塞奇Hunkah部的酋長。繪於1834年

歐塞奇族稱歐洲人為（重眉毛）因為他們的面部毛髮。作為經驗豐富的戰鬥民族，歐塞奇族及與之貿易的法國人合謀於18世紀初對付伊利諾伊人。17世紀20年代的前半段是歐塞奇族和法國之間有更多交流的時期。艾蒂安·德·韦尼亚尔在他們的領土內建立了奧爾良堡——第一個在密蘇里河的歐洲人據點。耶穌會傳教士獲發配到法國人的據點並且向歐塞奇族傳教，學習他們的語言。1724年，在法國與西班牙爭奪密西西比地區時，歐塞奇族與法國人結盟。1725年，Bourgmont率領歐塞奇族和其他部落酋長的代表團前往巴黎。他們遊歷法國，包括參觀凡爾賽宮、馬爾利城堡和楓丹白露。他們在御林與法王路易十五一同狩獵以及觀賞歌劇。
英法北美戰爭（歐洲七年戰爭的北美戰線），法國戰敗，並於1763年割讓密西西比河東岸土地給英國。法國與西班牙達成了一項單獨的協議，使後者對大河以西的伊利諾伊國大部分地區有了名義上的控制。到18世紀晚期，歐塞奇族與法國克里奧爾皮草貿易商勒內·奧古斯特·舒托進行了廣泛的合作。他的總部設在聖路易斯，當地是七年戰爭後西班牙名義上控制的領土之一，但卻由法國殖民者主導著。法國人是「事實上」在聖路易斯和其他密西西比河沿岸地區的主要歐洲勢力。為報答舒托兄弟在聖路易斯西南350英里（560公里）的大歐塞奇村建立堡壘，西班牙地方政府給予舒托家族長達六年的貿易壟斷（1794年-1802年）。舒托家族依照當時西班牙總督的名稱命名該堡為卡龙德莱特堡。歐塞奇族很高興在附近有一個皮草貿易站，因為這使他們能夠獲得製成品並提高他們在一眾部落之中的聲望。1804年，路易斯與克拉克報稱歐塞奇河有大歐塞奇，上游有小歐塞奇，而阿肯色河的支流弗迪格里斯河則有阿肯色派系。當時歐塞奇族人口大約有5500。歐塞奇族和夸帕人於1801年-1802年因為天花而受到重創。歷史學家估計當時有近2000名歐塞奇人死亡。

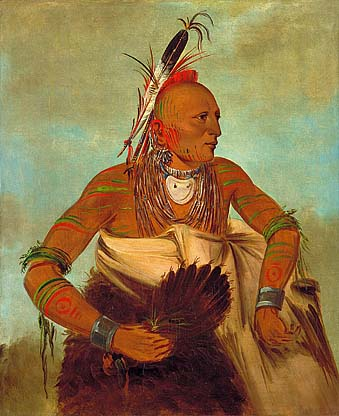
歐塞奇戰士

在1804年美國完成路易斯安那購地之後，他們任命了富有的法裔皮草商人讓·皮埃爾·舒托作為美國印第安人的代理人。他是雷內·奧古斯特·舒托的同父異母兄弟。1809年，他與他的兒子奧古斯特·皮埃爾·舒托（Auguste Pierre Chouteau）和聖路易斯的其他著名人物一起創辦了聖路易斯密蘇里皮草公司，其中大多數人都是法國克里奧爾血統，出生於北美。經過與歐塞奇族共同生活，和學習他們的語言，讓·皮埃爾·舒托與歐塞奇族交易並在他們領土西部的俄克拉荷馬州薩利納建立了自己的家。

### 歐塞奇族與其他部落的戰爭
喬克托族的酋長普什馬塔哈以密西西比州為基礎，與歐塞奇族在阿肯色州南部及其邊境地區開戰，從中建立他早期的聲響。
在19世紀初，一些切羅基人，例如塞闊雅，因為在其傳統領土上受到歐美定居點的壓力，而自發地從東南部撤離到阿肯色河流域。他們與控制當地的歐塞奇族發生衝突。歐塞奇族視切羅基人為入侵者。他們開始洗劫切羅基人的市鎮，偷走他們的馬匹，帶走他們成為俘虜（通常是婦女和兒童），並殺死其他人，試圖以暴力和恐懼的方式趕走切羅基人。切羅基人無法阻止歐塞奇族的侵擾，唯有尋求相關部族甚至白人的支援。他們會戰於“克萊爾莫爾丘陵之戰”，38名歐塞奇戰士被殺，104人被切羅基人及其盟友俘虜。由於這場戰鬥，美國在今天的阿肯色州建造了史密斯堡。它旨在防止歐塞奇族和其他部落之間爆發武裝衝突。美國強迫歐塞奇族透過「可愛購地」（Lovely's Purchase）的條約將額外土地割讓給聯邦政府。

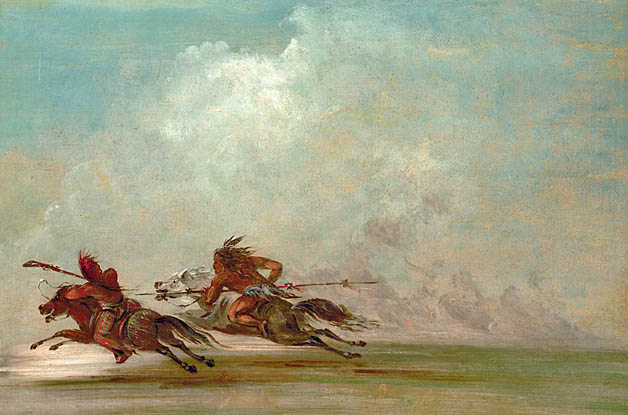
平原上的戰爭。科曼奇人（右）試圖刺向歐塞奇戰士。

1833年，歐塞奇族與在現在俄克拉荷馬州中南部威奇托山脈附近的基奧瓦人發生衝突，爆發“割喉峽谷大屠殺”。歐塞奇人砍下受害者的頭顱，將它們放在一排排的黃銅烹飪桶內。:33該衝突沒有歐塞奇人死亡。之後，基奧瓦人與科曼奇人聯合討伐歐塞奇族一干人等。1836年，歐塞奇族禁止了基卡普族遷入他們的密蘇里州保護區，將他們推回伊利諾伊州。

### 與美國互動
美國在1803年獲得路易斯安那領地之後，政府開始對與當地各部落國家的關係產生興趣。總統湯瑪斯·傑佛遜發起路易斯與克拉克遠征，調查當地和報告當地風土人情，同時尋求經密蘇里河到達太平洋的路線。它在歐塞奇河沿岸遇到了歐塞奇族。
在這次相遇的不久之後，部落的主體都遷入了後來屬於俄克拉荷馬州的三叉地區，期望與美國白人保持距離。他們有一段時間隔絕了與美國定居者和代表的互動。這一部分的部落並沒有參加1808年條約的談判，但是1809年又獲得了他們的同意。
在1806年遠征完成後，傑佛遜任命梅里韋瑟·路易斯為密蘇里領地和該地區的印第安人中介。歐塞奇族與當地的其他部落之間仍然存在著持續的爭鬥。路易斯預計美國將不得不與歐塞奇人開戰，因為他們襲擊了東部原住民和美國白人的定居點。不過，美國缺乏足夠的軍事力量來迫使歐塞奇族停止襲擊。於是乎就決定提供武器和彈藥給其他部落，讓他們攻擊歐塞奇族到一個境地，“完全切斷他們或將他們趕出自己的國家”。
路易斯亦嘗試從部落中分化善意派和惡意派，以加強對歐塞奇族的控制。在1808年8月21日總統傑佛遜寄給路易斯的一封信中，他贊同路易斯採用的與善意派為友，與惡意派為敵的措施。傑佛遜寫道：“我們可能會更進一步，因為治理大型的印第安部落的主要障礙是缺乏供給，我們或須要供其所需，而如果他們需要彈藥也可以。”
但美國最重要的目標是將歐塞奇族趕出美國白人要定居的地方，這些白人在美國購地後開始進入路易斯安那領地。利潤豐富的皮草貿易激發了聖路易斯的經濟增長並且吸引了很多定居者。美國和歐塞奇族於1808年11月10日簽署了他們的第一個條約，其中歐塞奇族在今天的密蘇里州進行了重大的土地割讓。根據歐塞奇條約，他們將52,480,000英畝（212,400平方）的土地割讓給了聯邦政府。該條約在歐塞奇族與密蘇里領地內的新白人定居者之間建立了緩衝線。它還規定了美國總統必須批准歐塞奇族未來所有的土地銷售和轉讓。
歐塞奇條約表示美國將“保護”歐塞奇部落“免受白人定居點附近的其他印第安部落的侮辱和傷害......”。正如美國原住民與聯邦政府的關係一樣，歐塞奇族發現美國沒有履行這一承諾。
歐塞奇族也在今天的堪薩斯州和印第安領地佔領了土地。在19世紀30年代的印第安人遷移政策上，美國政府向切羅基人和其他四個東南的部落承諾了部分土地。當切羅基人發現這些土地已經被占領，他們與歐塞奇族在領土和資源上發生了許多衝突。

### 保留地和傳教士
從第一份與美國的條約，到1825年之間的時間，歐塞奇族在1818年和1825年的條約中將他們在密蘇里州、阿肯色州和俄克拉荷馬州的傳統土地割讓出去。換取的是保留地和供給，協助他們走向農業和定居的社會。
首先他們獲重置於一個堪薩斯州南部的保留地，名為Osage Diminished Reserve。後來當地成為獨立城。第一個歐塞奇保留地是一個50乘150-英里（240-）的地帶。聯合外國傳教會派遣神職人員到他們那裡，獲長老會、荷蘭歸正教會和聯合改革教會的支持。他們建立了聯盟、和諧和霍普菲爾德的傳教運動。文化差異經常造成衝突，因為新教教徒企圖強加自己的文化於歐塞奇族。天主教會亦有派出傳教士。歐塞奇族被他們的神秘感和儀式所吸引，但他們覺得天主教徒並沒有完全接受歐塞奇族對自然界精神化身的感覺。
在堪薩斯州的這一時期，該部落遭遇了1837年至1883年大規模傳播的天花瘟疫，導致從加拿大到新墨西哥的美洲原住民遭受到毀滅性的損失。除了天主教會，全部的教會都放棄了歐塞奇族。多數瘟疫生還者已經注射疫苗。歐塞奇族相信天主教神父的忠誠，他們和他們一起生活並在瘟疫中死去，使部落和天主教會之間建立了一個特殊的盟約，但他們並沒有大量改信。
為了紀念這種特殊的關係，以及在保留地時教育孩子的天主教修女，於2014年，眾多的歐塞奇族長老前往聖路易斯慶祝該市建立250週年。2014年4月2日，他們參加了部分進行於聖路易斯大學聖弗朗西斯澤維爾（學院）天主教教堂的大規模活動，作為活動的一部分。其中一個主持人是托德南斯（Todd Nance），第一個獲任命為天主教神父的歐塞奇人。
1843年，歐塞奇族要求聯邦政府派遣“黑袍”，即耶穌會的傳教士，去教育他們的孩子；歐塞奇族認為耶穌會傳教士能夠更好地配合他們的文化，而不是新教傳教士。耶穌會還建立了一所女校，由肯塔基州的洛雷托修女會經營。35年內，大多數傳教士都是從愛爾蘭、意大利、荷蘭和比利時新派來。他們教授，建立百多個傳教站，建立教堂，和創造了堪薩斯州運作最久的學校系統。
擅自佔地的白人仍然是歐塞奇族的常見問題，但他們從人口損失中恢復過來，到1850年恢復到5000名成員。堪薩斯-內布拉斯加法案導致許多定居者抵達堪薩斯州；廢奴主義者和支持奴隸制的團體都試圖在當地建立居住權並就當地是否成為蓄奴州進行投票。歐塞奇族的土地遭到白人移居者侵占。1855年，歐塞奇族遭受了另一次天花瘟疫，因為有一代人在沒有接種疫苗的情況下長大。
隨後在19世紀60年代的美國條約和法律進一步把歐塞奇族在堪薩斯州的領土削減。在南北戰爭期間，他們受到雙方的衝擊，因為他們位於北方聯盟軍的堡壘和南部的邦聯軍和盟友之間。雖然歐塞奇族嘗試保持中立，但雙方都洗劫了他們的領土，搶走馬匹和糧食儲備。他們只為求在飢荒和戰爭中生存而掙扎。在戰爭期間，許多來自印第安領地的卡多人和克里克人難民來到堪薩斯州的歐塞奇國家，這進一步使他們的資源緊張。
雖然歐塞奇族以五比一的比例支持聯盟，但他們卻與邦聯簽訂了一項條約，試圖獲得和平。結果在戰後的重建時期，他們被逼與美國簽訂新的條約。他們被逼放棄更多在堪薩斯州的領土給白人移居者。根據1865年的一項條約，他們要把另外4百萬英畝（16,000平方公里）的土地割讓給美國，並面臨著最終要從堪薩斯州遷往印第安領地的問題。
1867年，喬治·阿姆斯特朗·卡斯特中校使用了歐塞奇偵察兵，在他與俄克拉荷馬州西部的酋長黑壺及其夏安族和阿拉帕霍人印第安軍隊的戰爭中。因為他們在偵察方面的專業知識，出色的地形知識和軍事實力而得到他的賞識。在1868年11月27日的清辰，卡斯特的軍隊在沃希托河附近突襲了黑壺酋長和其和平隊伍。黑壺酋長被殺，伏擊導致了雙方額外的死亡。這一事件被稱為“沃希托河戰役”，更正確的來說，是“沃希托河大屠殺”，是美國在北美印第安戰爭中一個可恥的部分。

### 搬遷到印第安領地
在南北戰爭聯邦勝利後，1870年7月15日，國會在美國重建時期通過了Drum Creek條約，並於1870年9月10日在堪薩斯州蒙哥馬利縣的一次會議上獲得了歐塞奇族的批准。它提及要歐塞奇族賣出剩餘在堪薩斯州的領土，收益用來將部落遷移到印第安領地，在切羅基地帶。通過推遲搬遷協議，歐塞奇族受益於美國管治方面的變化。他們把土地賣給總統尤利西斯·辛普森·格蘭特的“和平”統治，藉機獲得更多的金額：每英畝1.25美元而不是之前由美國提供的19美分。

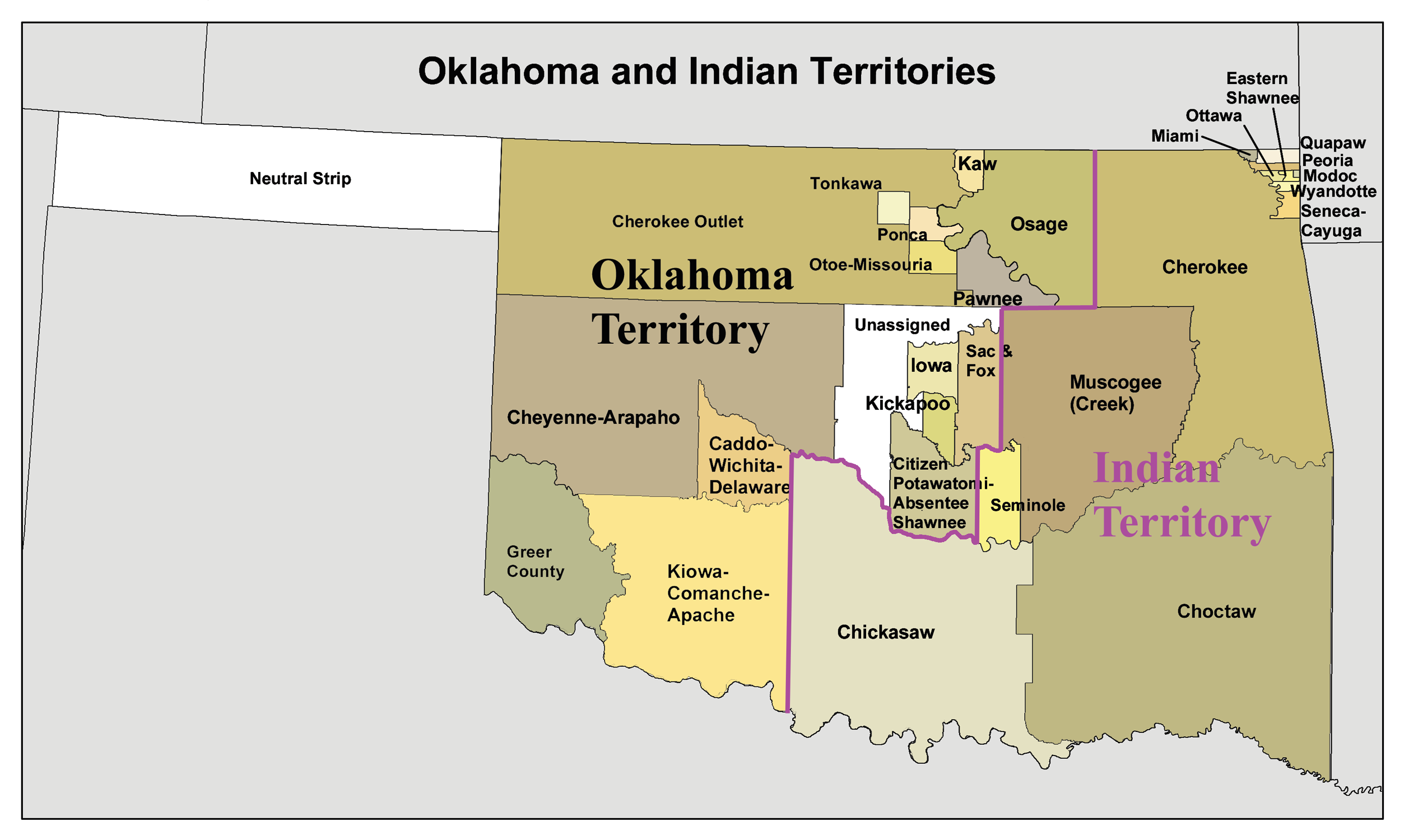
俄克拉何馬州和印第安領地的地圖，大約在1890年代，依照統計署資料製作。

歐塞奇族是少數購買自己保留地的美洲印第安人之一。因此，他們擁有對土地和主權的更多權利。這個保留地面積為1,470,000英畝（5,900平方），與今天位於塔爾薩和龐卡城之間的州中北部的俄克拉荷馬州歐塞奇縣相連。歐塞奇族建立了三個城鎮：Pawhuska，Hominy和Fairfax。在搬遷時，每座城主要由其中一個主要分支領導。歐塞奇族延續了與天主教會的關係，他們建立了由兩個修女教會和宣教教會運營的學校。
歐塞奇族從他們在堪薩斯州的末年遭受的苦難和他們早年在印第安領地的保留地遭受的苦難中恢復過來一共用了好幾年的時間。在19世紀70年代將近五年的蕭條期，歐塞奇族並未有收到全額的年金現金。就如其他原住民，當時歐塞奇族受害於政府沒法提供全額或滿意的糧食和貨物作為年金的失敗。中間人藉著縮減向印第安人的供應或給他們提供劣質食品來謀取暴利。不少人要捱餓。他們為了適應新生活要作出大量調節。

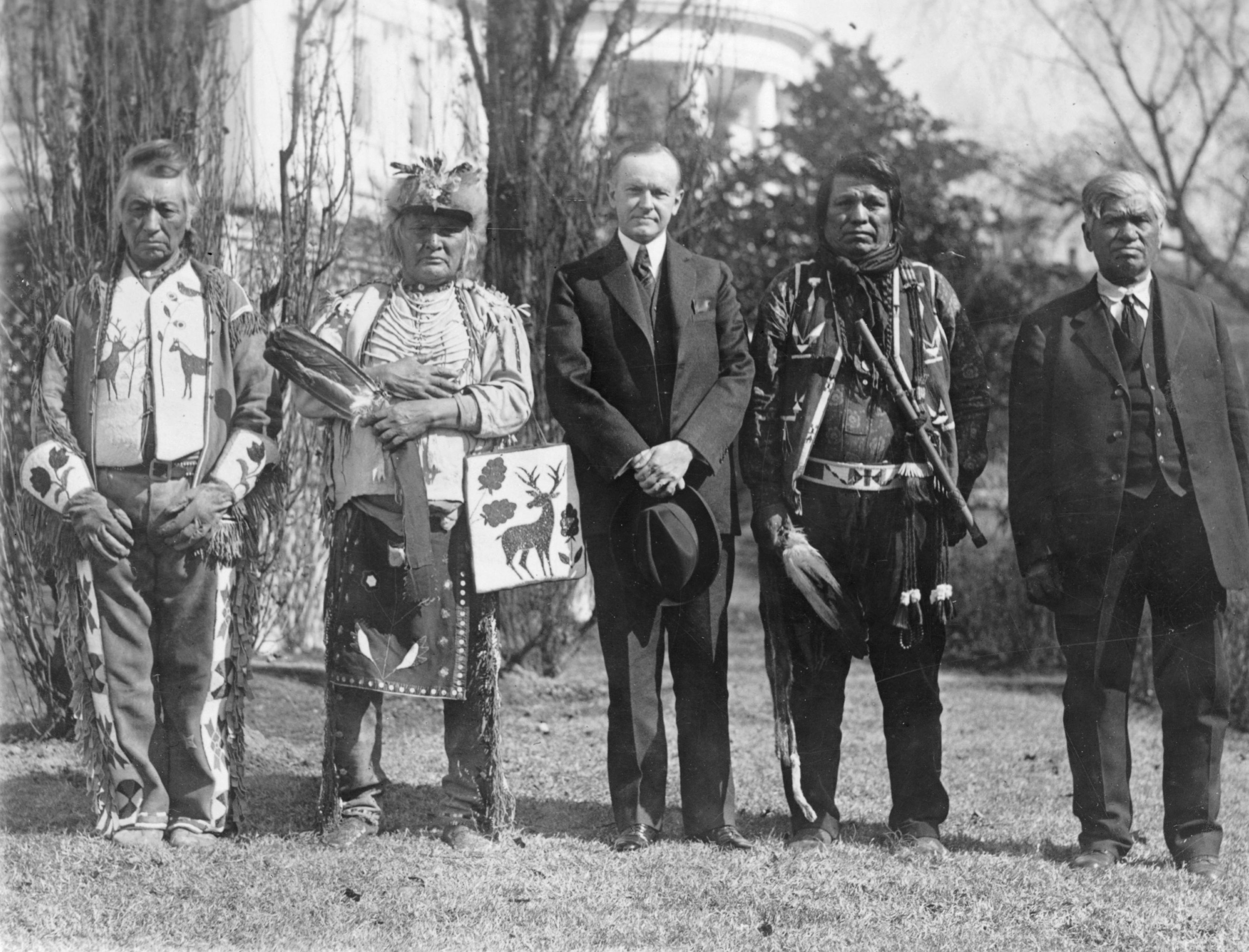
美國總統卡爾文·柯立芝與四名歐塞奇男子，在簽訂《1924年印第安公民法案》之後。該法案首次允許全國的原住民擁有完整的公民權。

在此期間，印第安辦事處的報告顯示，歐塞奇族人口減少了近50％。這是因為美國政府未能提供足夠的醫療用品、食品和衣物。人們在冬天飽受折磨。雖然政府未能供給他們，但不法分子經常將威士忌偷運給歐塞奇族和波尼族。
1879年，一個歐塞奇代表團前往了華盛頓特區，並達成所有年金以現金支付的協議；他們希望避免供應不斷減少，或者被給予劣質物資——那些變質食品和不合適的商品。他們是第一個以現金作為年金的美國原住民民族。他們逐步開始重建他們的部落，但仍然遭到白人不法分子、流浪漢和小偷的侵犯。
到20世紀初，聯邦政府和進步主義者繼續推動同化美國原住民，認為這是對他們最好的政策。國會通過了“柯蒂斯法案”和“道斯法案”，立法規定取消其他保留地。他們將160英畝的公共土地分配給個體家庭，宣布剩餘的地方為“盈餘”並將其出售給非原住民。

## 20世紀到現在

### 土地分配
由於歐塞奇族的保留地是自己購買的，是地主，相比其他原住民，他們有著更強的位置。歐塞奇族堅決拒絕放棄他們的土地並保留在俄克拉荷馬州的國家，直到簽署分配法案。他們被迫接受土地分配，但保留了“盈餘”的土地，並將其分配給族人。1906年，2228名註冊的歐塞奇成員（以及一名非歐塞奇人）每人獲得657英畝土地，幾乎是其他原住民（通常為160英畝）的四倍。此外，他們還保留了對地表以下的公共礦產權。當需要開發當地資源，部落成員會根據人頭制（headright），按坐擁土地的數量收取特許使用金（royalty payment）。
1906年，美國國會通過了《歐塞奇分配法案》，作為其消除美洲原住民部落權利和結構的嘗試的一部分，並準備地區用作俄克拉荷馬州的建州。除了拆散公共土地之外，該法案還取代部落政府為歐塞奇國會，讓成員能被選舉去管理部落的政治、商業和社會事務。
雖然歐塞奇族被鼓勵成為定居的農民，但他們的土地是印第安領地上最差的農地。他們靠自給農業生存，後來靠畜牧業來加持。

### 石油發現
歐塞奇族學懂了與美國政府談判。經過首席酋長詹姆斯·比格赫特（James Bigheart）的努力，他們在1907年達成了一項協議，使他們能夠在保留地上保留公共礦產權。當地後來發現了大量原油，族人得益於石油開發和生產的特許使用金。政府代表他們出租土地用於石油開發；公司/政府向歐塞奇族成員交了使用金，使他們在20世紀20年代大大增加了他們的財富。僅在1923年，歐塞奇人就獲得了3000萬美元的使用費。印第安事務局局長稱他們為“全國最富有的人”。
他們是自20世紀初以來唯一於俄克拉荷馬州保留聯邦政府認可的保留地的部落。
2000年，歐塞奇族就著信託資產的管理起訴聯邦政府，據說它未能向族人支付全數使用費，兼在歷史上沒有保護土地資產及其升值。該訴訟在2011年以3.8億美元解決，並承諾進行大量改動以改善該計劃。
2016年8月，歐塞奇國家收購了泰德·透納佔地43,000-英畝（17,000-公頃）的須芒草牧場。

### 與歐塞奇政府和主權有關的聯邦法律

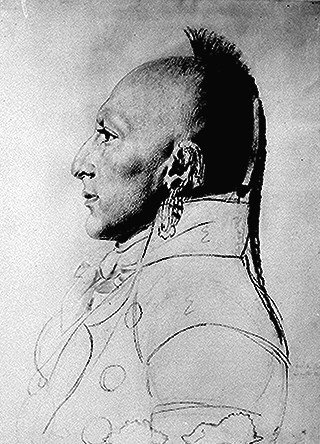
小歐塞奇的酋長，約1807年

1889年，美國聯邦政府聲稱不再承認掌政中的歐塞奇國會的統治合法性，它創於1881年，其憲法有部分借鑒了美國。1906年，作為《歐塞奇分配法案》的一部分，美國國會成立了新的歐塞奇國會來處理部落事務。這消除了部落政府的權力，以便把印第安領地納入俄克拉荷馬州。
根據該法案，最初每個歐塞奇男性擁有平等投票權，選舉理事會成員以及主要和助理主要酋長。由於歐塞奇人擁有他們的土地，他們根據“分配法”進行談判，以保留他們的公共土地，高於當時政府每人160英畝的普遍分配。他們也分配了這塊土地，因此1906年2228名歐塞奇成員和一名非印第安人都獲得了657英畝土地。後代對這些土地的權利在法定繼承人之間分配，礦產租賃特許權使用費的礦物負責人也是如此。根據分配法案，只有獲分配的人及其擁有人頭權的後代才可以在選舉中投票或競選公職（最初僅限於男性）。成員們要依人頭制投票，這導致了選民之間的不平等。
1992年美國地方法院的一項裁決裁定，歐塞奇人可以作為歐塞奇國家的市民投票決定於舊時的歐塞奇國會，而不是被要求需要依人頭制投票。但是在1997年，美國上訴法院的裁決逆轉了這決定。2004年，國會通過立法恢復對歐塞奇國家的主權，使他們能夠自己決定政府和人民的會員資格。
2010年3月，美國聯邦第十巡迴上訴法院主張1906年的分配法已經廢除了建於1872年的歐塞奇保留地。這項裁決可能影響七個歐塞奇族賭場中的三個，包括當中最大型的、位於塔爾薩的賭場，因為這意味著賭場不在聯邦託管地上。根據聯邦印第安博彩法，部落只可以在託管地上經營賭場。
歐塞奇國家最大的商業企業——歐塞奇賭場——於2013年12月在斯凯图克和龐卡城正式開放新落成的賭場、酒店和便利店。

### 自然資源和人頭制
在19世紀後期，歐塞奇族在他們的保留地發現了石油。這在20世紀20年代為擁有人頭權的人帶來了巨大的財富。
1894年，有大量石油被發現位於部落所擁有的大草原之下，這片土地不適合聯邦政府所敦促的自給農業。因為最近在堪薩斯州開發石油生產方面的工作，石油開發商亨利·福斯特向印第安事務局（BIA）尋求獨家特權，以探索俄克拉荷馬州歐塞奇保留地的石油和天然氣。BIA在1896年批准了他的請求，規定福斯特將向歐塞奇部落支付10％的特許使用金，用於預訂所生產的所有石油銷售。
福斯特發現了大量的石油，而歐塞奇族亦大大受益。但這一“黑色黃金”的發現最終使部落成員生活更艱難。為了準備建州，美國政府敦促歐塞奇族接受土地分配並結束部落政府。在就著土地分配問題作出公投前，歐塞奇族要求政府消除法理上非歐塞奇族的人的投票權。印第安代理人一直在增加未經部落批准的人的名字，而歐塞奇族提交了一份有400多名待調查人員的名單。由於政府除去了少數欺詐人士，因此歐塞奇族要與不屬於他們的人分享他們的土地和石油權利。
美國國會於1906年6月28日通過了《歐塞奇分配法案》。因為歐塞奇族是他們土地的擁有人，他們依然控制全部土地。政府使土地分配極度複雜，以防止大多數歐塞奇族擁有連續的土地。這是為了使他們更傾向於出售或租賃部分的土地，而且接收者大多是白人。
不過，歐塞奇族已經通過談判達成保持公共礦產權。該法案規定，所有在1906年1月1日之前或1907年7月之前出生的在部落名單上的人（即是獲分配的人），不論血統純正，都會獲分配一幅保留地的地下自然資源。人頭權可以由合法繼承人繼承。這種社區對礦產資源的要求將於1926年到期。之後，個人地主將控制他們的土地的礦產權。這項規定增加了來自那些渴望在截止日期前控制歐塞奇族土地的白人的壓力。
雖然《歐塞奇分配法案》保障了部落二十年的礦產權，但任何成年人都可以把土地地面賣出。在1907年至1923年之間，一些歐塞奇人售出或出租了數千英畝的土地給以前受限制土地的非原住民。當時，許多歐塞奇人並不了解這些合約的價值，並且經常被無良商人，合約騙子和其他想分一杯羹的人利用。非原住民亦嘗試嫁娶入有人頭權的家族來賺取新的歐塞奇財富。

### 財富和歐塞奇印第安人謀殺案
察覺到歐塞奇人的財產管理手法有異後，美國國會於1921年通過了一條法例，要求任何有半或更純正印第安血統的歐塞奇人要委任一個監護人，直到證明能夠“勝任”財產管理。具有不到一半歐塞奇族血統的未成年人都要委任監護人，即使雙親在世。該系統不是由聯邦法院管理的，而是地區法院。地區法院從白人律師和商人之中任命監護人。根據法例，監護人每年向他們的收費提供4000美元的補貼，但最初政府幾乎沒有記錄他們如何投入差額。依人頭制所獲得的特許使用金金額更大：1922年至1925年期間每年11,000-12,000美元。監護人獲允許每年收取200-1000美元，而所涉及的律師每年可以收取從每位歐塞奇人的收入中抽出的200美元。部分律師還會一下子成為四個歐塞奇人的監護人，允許他們每年獲得4800美元。
監護計劃為貪污腐敗創造了動力，許多歐塞奇人在法律上被剝奪了土地，人頭權和/或特許使用金。其他人遭到謀殺，若果警察通常不調查的話。受勾結的驗屍官辦公室會偽造死亡證書，例如在人們被投藥毒殺時卻聲稱是自殺。《歐塞奇分配法案》沒有賦予美洲原住民屍體解剖權，因此許多死者都未經核實。
該部落以數百萬美元的價格拍賣了他們礦產資產的開發權。根據印第安事務專員，在1924年，來自礦產租賃的歐塞奇族總收入為24,670,483美元。在部落拍賣出礦產資產的開發權以及有更多土地獲得堪探之後，歐塞奇保留地的石油經濟蓬勃發展。成千上萬的石油工人來到當地，超過30個繁榮的城鎮湧現，幾乎在一夜之間，歐塞奇人頭權擁有人成為了“世界上最富有的人”。當特許使用金在1925年達到頂峰時，全年人頭制收益為13,000美元。一個四個人都有分配土地的家庭可獲得52,800美元，相當於現今經濟中的約60萬美元。
在1920年代初，當地出現一連串謀殺和離奇死亡事件，稱為「恐怖統治」，以及歐塞奇印第安人謀殺案。從1921年到1925年，大約有60名歐塞奇人遇害，多數的謀殺案仍然是懸疑未決。歐塞奇人約翰·約瑟夫·馬修斯藉著小說《日落》（1934年）探討了石油繁榮對歐塞奇國家造成的破壞性社會後果。大衛·格雷恩所著的《花月殺手：美國連續謀殺案與FBI的崛起》（2017年）入圍了美國國家圖書獎；其相關影視作品已經處於發展階段。

### 法律變更和管理索賠
由於謀殺和試圖保護歐塞奇族石油財富的問題越來越多，1925年國會通過立法，限制人頭權的繼承權僅限於那些有半或更多歐塞奇血統的繼承人。此外，他們將部落對礦產權的控制延長了20年；之後的立法使部落無限期地延續公共礦產權的控制。今天，人頭權的傳承主要是來自最初擁有它們的歐塞奇族後代。不過印第安事務局（BIA）估計有25%的人頭權都由非歐塞奇族擁有，包括其他美洲原住民、非原住民、教會和社會組織。它繼續按季度支付礦產收入的特許使用金。
由1999年開始，歐塞奇國家在聯邦索賠法院（訴狀99-550和00-169）中起訴美國政府對其信託基金及其礦產資產管理不善。訴訟最終包括到19世紀的索賠。2011年2月，聯邦索賠法院判決就著1972年至2000年期間的一些管理不善的損害賠償了一共3.307億美元。2011年10月14日，美國以3.8億美元的賠償金解決了未完成的訴訟。該部落有大約16,000名成員。
和解協議包括美國承諾與歐塞奇族合作制定保護部落信託基金和資源管理的新程序。

### 礦業委員會
歐塞奇國會是根據1906年的《歐塞奇分配法案》制定的。它由一名酋長，一名助理酋長和八名歐塞奇國會成員組成。礦產不僅包括天然氣和石油。雖然這兩種資源產生了最大的利潤，但歐塞奇族也從鉛、鋅、石灰岩和煤礦的開採租賃中獲得了收入。水也可被視為由礦業委員會控制的有利可圖的資產。
該委員會的首次選舉於1908年6月的第一個星期一舉行。獲當選的官員任期兩年，這使他們難以達成長遠目標。如果由於某種原因，酋長一職變得空缺，則由其餘的理事會成員選出替代人選。在20世紀後期，國會成員的任期增加到四年。
通過公民投票，部落於1994年投票支持新憲法；箇中理由是把礦業委員會從歐塞奇國會分拆出來。根據憲法，只有擁有人頭權的歐塞奇族能夠在礦業委員會進行投票，就好像他們是公司的股東一樣。

## 著名歐塞奇人
- Fred Lookout（英语：Fred Lookout）（1865年-1949年）
- Monte Blue（英语：Monte Blue）（1887年–1963年）
- Louis F. Burns（英语：Louis F. Burns）（1920年–2012年）
- 查爾斯·柯蒂斯
- Cody Deal（英语：Cody Deal）（生於1986年）
- Guy Erwin（英语：Guy Erwin）（生於1958年），第一位在美國福音路德教會的公開同性戀教主。
- David Holt（英语：David Holt (politician)）（生於1979年）
- William Least Heat-Moon（英语：William Least Heat-Moon）（生於1939年）
- John Joseph Mathews（英语：John Joseph Mathews）（1894年–1979年）
- Elise Paschen（英语：Elise Paschen）
- Wendy Ponca（英语：Wendy Ponca）（生於1960年）
- Carter Revard（英语：Carter Revard）（生於1931年）
- Sacred Sun（英语：Sacred Sun）
- Larry Sellers（英语：Larry Sellers）
- 瑪麗亞·塔爾切夫
- Marjorie Tallchief（英语：Marjorie Tallchief）
- Clarence L. Tinker（英语：Clarence L. Tinker）（1887年–1942年）
- Chance Rencountre（英语：Chance Rencountre）（生於1986年）